# Lunar Sample Laboratory Facility
La Lunar Sample Laboratory Facility (LSLF) è un deposito e laboratorio presso il Lyndon B. Johnson Space Center della NASA a Houston, in Texas, aperto nel 1979 per ospitare i campioni geologici riportati dalla Luna dalle missioni del programma Apollo dal 1969 al 1972. La struttura preserva la maggior parte dei 382 chilogrammi di materiale lunare riportato durante il programma Apollo e altri campioni extraterrestri, nonché i documenti associati. Contiene anche laboratori per esaminare e studiare i campioni senza contaminarli.

## Storia
La pianificazione per gestire i campioni lunari cominciò all'inizio del programma Apollo.  Nel 1964, fu proposto un piccolo laboratorio di 10 metri quadri per ricevere i campioni ed attrezzato con manipolatori controllabili da remoto per preparare i campioni, in una camera sterile e a vuoto, all'invio a scienziati. Questa proposta fu successivamente estesa per includere una camera bianca con strumenti per effettuare analisi preliminari dei campioni.
Un comitato del Space Science Board ha revisionato l'idea di un laboratorio per i campioni lunari e ha evidenziato molteplici problematiche.  Una era la paura che creare una struttura con una tale capacità di analizzare i campioni avrebbe disincentivato la distribuzione di campioni a ricercatori esterni. Inoltre, gli astrobiologi e lo United States Public Health Service espressero dubbi riguardo alla contaminazione della Terra da parte di microorganismi extraterrestri riportati dalla navicella, (anche se molti astronauti e scienziati coinvolti nel programma dubitavano della sopravvivenza di microorganismi nelle condizioni lunari). Per risolvere queste problematiche, il comitato nel 1965 suggerì un laboratorio con capacità di analisi limitata, e in grado di mettere in quarantena gli astronauti e i campioni.
Il risultato di questa programmazione è stato il Lunar Receiving Laboratory (LRL) nel Building 37 al Johnson Space Center, costruito per esaminare e condurre delle analisi basilari di materiali lunari e per mettere in quarantena i materiali e gli astronauti.  (Dall'Apollo 15 non era più necessario mettere in quarantena gli astronauti dopo le missioni.) L'LRL, grande 8000 metri quadri, è stato completato nel 1967 al costo di $7,8 milioni.  L'LRL era usato per lo studio, la distribuzione e il deposito dei campioni, ma anche se l'LRL aveva le strutture adeguate per esaminare i campioni della missione attuale, il complesso non era ideale, e mancava di strutture per esaminare e immagazzinare campioni delle missioni precedenti.  Per risolvere questi problemi, dopo l'Apollo 12 la NASA ha interrotto il requisito di esaminare i campioni nel vuoto (in favore di un'atmosfera di azoto, nella quale è più facile lavorare). Un caveau aggiuntivo e, successivamente, un nuovo laboratorio – il Sample Storage and Processing Laboratory (SSPL) – sono stati costruiti nel Building 31 del Johnson Space Center.  Tutti i campioni lunari sono stati trasferiti dall'LRL al Building 31 dopo l'ultima missione Apollo.
Ciononostante, c'erano ancora dubbi riguardo l'adeguatezza della struttura e la sensatezza di mantenere l'intera collezione di campioni lunari in un'unica struttura che potrebbe essere soggetta a disastri naturali (in particolare gli uragani ai quali Houston è soggetta) e azioni militari.  La collezione fu divisa in molti caveau al Johnson Space Center e fu costruito un caveau in un bunker vuoto alla Brooks Air Force Base a San Antonio, in Texas come secondo sito di stoccaggio. Il 14% della collezione di campioni lunari fu trasferita a questo bunker nel 1976, in segreto di notte all'interno di un bus modificato appositamente e scortato dalla polizia. Questa piccola collezione rimase nella base Brooks fino al 2002, quando la base non fu più sotto il controllo militare, come previsto dalla procedura Base Realignment and Closure. I materiali lunari del secondo sito furono quindi spostati nella White Sands Test Facility, dove per contenere i campioni fu costruita una struttura più piccola all'interno di un edificio sicuro.  Dei 382 chilogrammi di campioni lunari riportati dal programma Apollo, 52 sono attualmente immagazzinati a White Sands.
Con una selezione di campioni lunari al sicuro fuori sede, cominciò la costruzione del LSLF, con strutture allo stato dell'arte per gestire i campioni e con una miglior protezione contro i disastri naturali. Il LSLF fu costruito in una nuova sezione del Building 31 (Building 31N al Johnson Space Center) a partire dal 1977.  Costato $2,5 milioni, fu inaugurato il 20 luglio 1979, il decimo anniversario dell'Apollo 11, il primo allunaggio.

## Caratteristiche

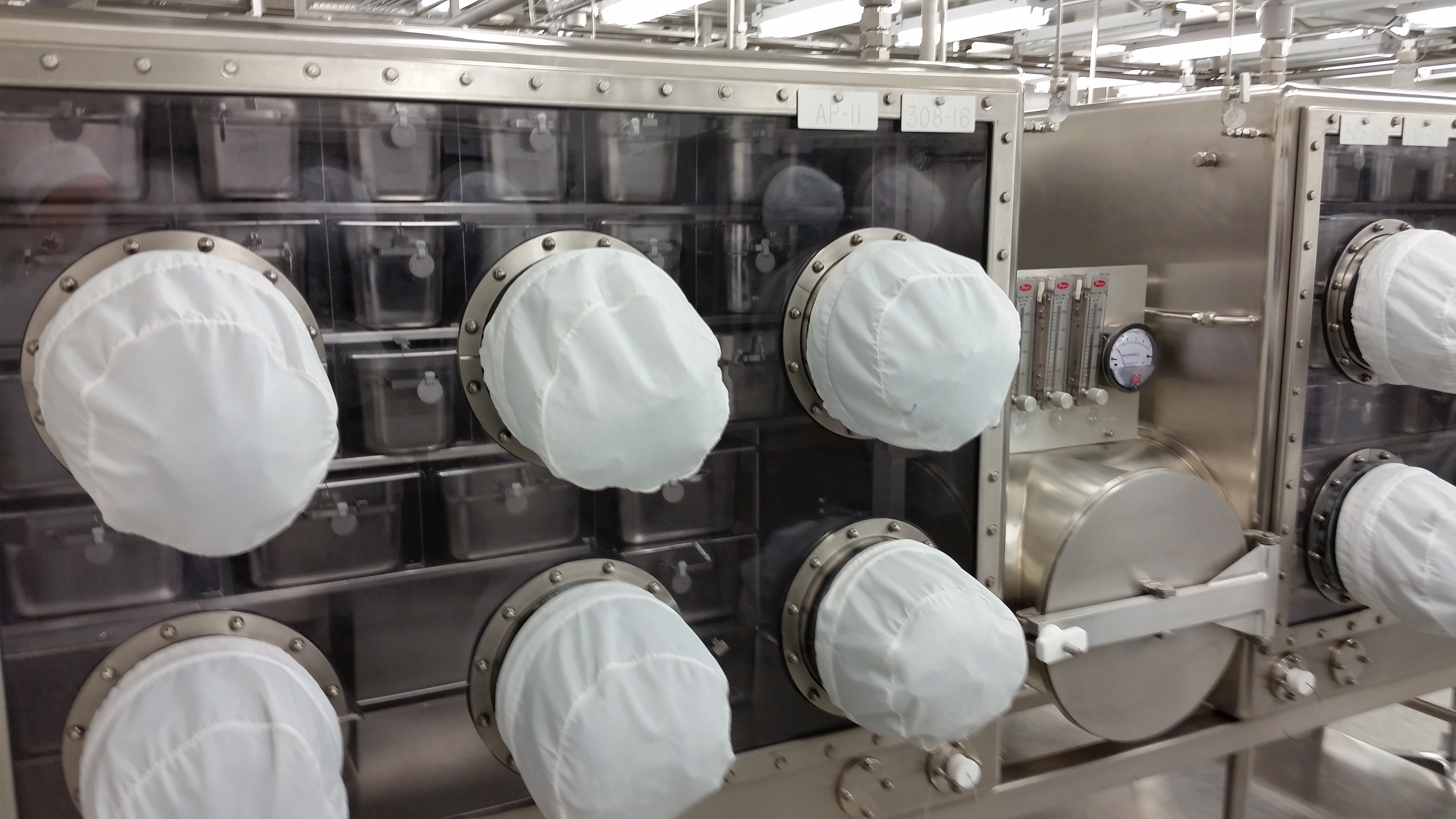
Armadio dei campioni lunari dell'Apollo 11 nel caveau

La struttura, di 1300 metri quadrati e due piani, consiste di caveau per lo stoccaggio dei campioni, laboratori per la preparazione e lo studio dei campioni, un caveau per i dati sui campioni, e macchinari per fornire l'azoto agli armadi dove i campioni vengono tenuti e analizzati.
I caveau di stoccaggio sono sopraelevati per proteggere i campioni da uragani e tornado.  Durante gli uragani, il caveau dei campioni viene sbarrato con un portone a tenuta stagna.
La struttura usa vari accorgimenti per impedire la contaminazione dei campioni lunari. Ad esempio:
- Tutti i materiali usati per la costruzione e l'attrezzatura dell'edificio sono stati attentamente analizzati per escludere elementi chimici che potrebbero rappresentare una minaccia di contaminazione dei campioni lunari.[6]
- L'aria nella struttura è filtrata per rimuovere tutte le particelle, e l'aria nei laboratori e nei caveau è mantenuta a pressioni leggermente maggiori di quella atmosferica per tenere l'aria non filtrata fuori. La concentrazione di particolato nell'aria nelle varie zone viene regolarmente monitorata.[5]
- Le persone che entrano nei laboratori e nei caveau devono indossare tute sterili.[5]
- La maggior parte dei campioni non viene maneggiata direttamente. I ricercatori preparano i campioni in armadi di acciaio inossidabile tramite guanti multistrato. L'atmosfera di questi armadietti è purificata da azoto ad elevata purezza che è continuamente monitorato per contenuto di ossigeno e di umidità. Quando la ricerca necessita che un campione sia esposto a contaminazioni, il campione è tenuto separato dai campioni incontaminati dopo il suo ritorno.[6]
- Per evitare la contaminazione incrociata di campioni da differenti posti della Luna, i campioni di missioni diverse non sono analizzati insieme nello stesso armadio, ma uno o più armadi sono designati per analizzare campioni di una particolare missione. Quando gli armadi accumulano polvere o servono per l'analisi di campioni di un'altra missione, sono puliti con acqua ultra-pura.[5]

La struttura ha lo spazio per immagazzinare molti altri campioni lunari. La NASA prevede che verranno portati dalla Luna altri campioni e verranno analizzati e curati nel laboratorio.

## I campioni nella struttura e gli altri

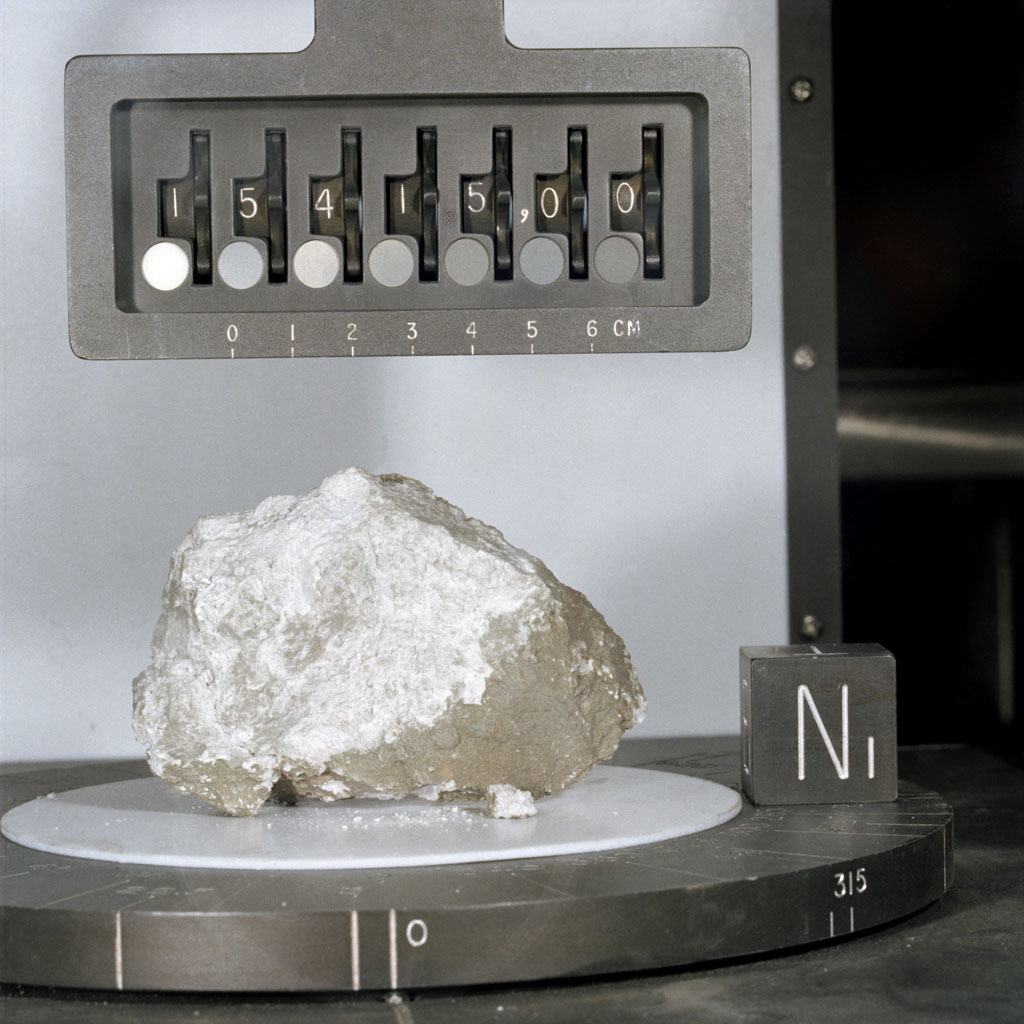
La roccia della genesi

Questa struttura è il deposito principale dei campioni riportati dal programma Apollo. Le missioni Apollo (Apollo 11, Apollo 12, Apollo 14, Apollo 15, Apollo 16, e Apollo 17) riportarono 382 chilogrammi di rocce, ciottoli, sabbia e polvere lunari, per un totale di 2200 esemplari.  Il 75% dei materiali lunari riportati sono contenuti alla Lunar Sample Laboratory Facility, la maggior parte è incontaminata. Qualche materiale è stato analizzato e diviso in campioni più piccoli per necessità di ricerca, arrivando così a più di 110 000 campioni individualmente catalogati.
Forse il campione più noto della struttura è la Genesis Rock (roccia della genesi), un campione che si è determinato essere quasi vecchio quanto la Luna stessa. Inoltre nella struttura c'è il campione conosciuto come Big Muley, il più grande riportato dalla Luna.
Oltre ai materiali dell'Apollo, il Johnson Space Center contiene altri campioni extraterrestri:
- Meteoriti antartici raccolti durante spedizioni ANSMET (ANtarctic Search for METeorites) finanziate dalla National Science Foundation
- Polvere cosmica raccolta dai velivoli NASA
- Atomi del vento solare raccolti dalla sonda Genesis
- Particelle di cometa e di polvere interstellare raccolte dalla sonda Stardust[8]

52 chilogrammi (115 lb) dei 382 di campioni sono immagazzinati nella White Sands Test Facility. Altri campioni più piccoli sono stati distribuiti a capi di stato esteri, stati americani, musei e altre istituzioni.  La NASA ha anche fatto un numero di pacchetti, ciascuno dei quali contiene un disco di sei piccole rocce e campioni di suolo in un disco di lucite un pacchetto di sezioni petrologiche sottili.

In aggiunta ai campioni lunari dell'Apollo, le missioni sovietiche Luna 16, Luna 20, e Luna 24 hanno riportato altri 300 grammi di materiale lunare.

## Accesso alla struttura e ai campioni

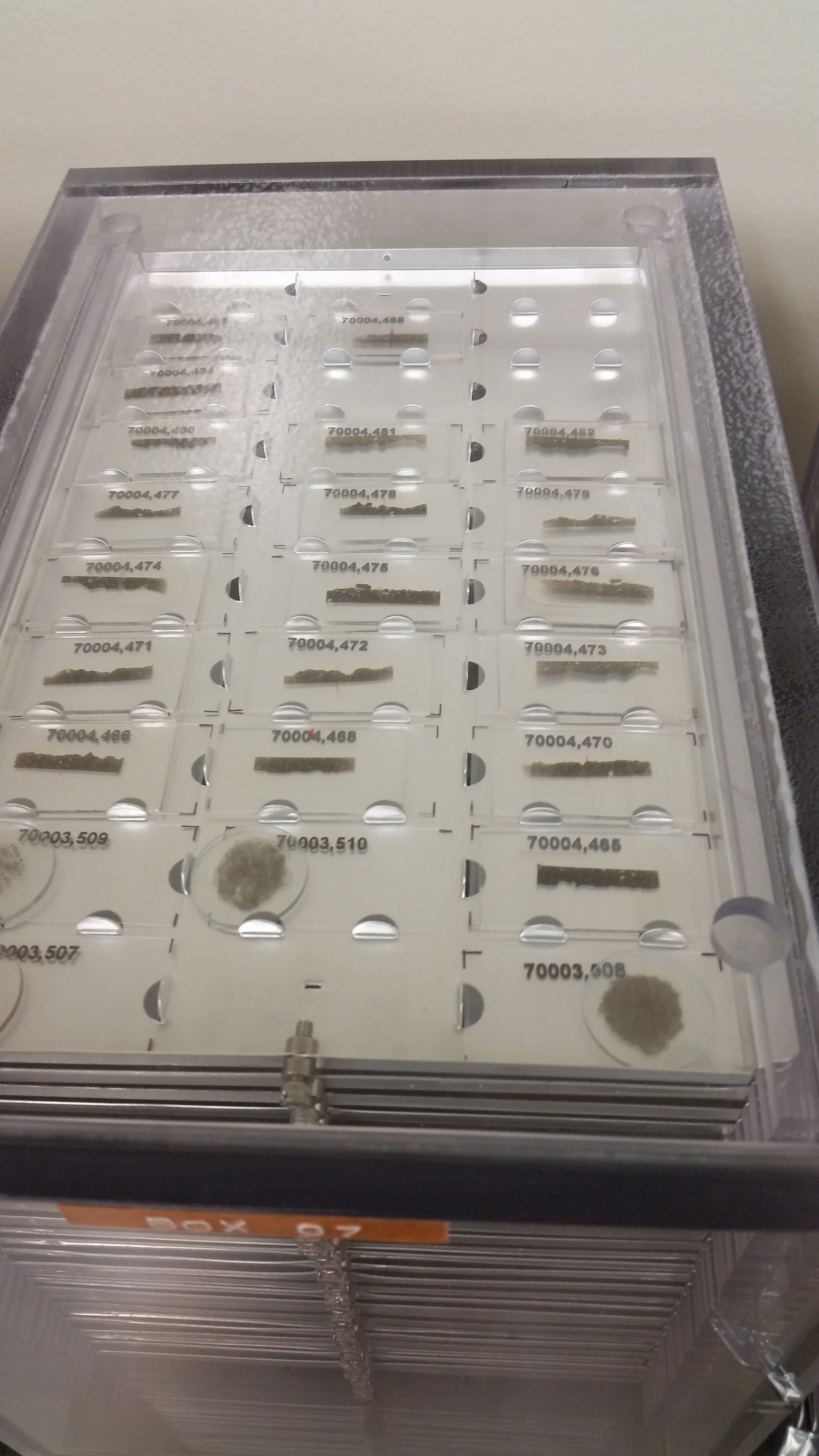
Campioni contaminati riportati nel laboratorio dopo la fine della ricerca

Circa 100 persone visitano annualmente la struttura per scopi educativi o di ricerca, e la struttura fornisce campioni a centinaia di altre persone.
I ricercatori che desiderano i campioni mandano una proposta, che verrà valutata da un comitato indipendente di revisione paritaria.  Vengono approvate dalle 40 alle 50 proposte all'anno e vengono mandati circa 400 campioni (la maggior parte pesa meno di un grammo).

### Approfondimenti
- Carmel Hagen, How an Intern Stole NASA's Moon Rocks, su gizmodo.com, 2012. URL consultato l'8 luglio 2012.